# Maryluz Schloeter Paredes
Maryluz (Maria Luz) Schloeter Paredes (Mérida (Veneçuela), 5 d'agost de 1932), ha treballat per molts anys amb refugiats a Veneçuela, on va néixer, i més tard en diversos departaments de l'UNHCR. És la guanyadora 1980 del Premi Nansen pels Refugiats. El premi és donat anualment  des de 1954 pel UNHCR, en reconeixement de l'excel·lent treball en nom dels refugiats. Va rebre el premi per la seva funció com a directora  general a la branca de Veneçuela del Servei Social Internacional, una associació que assisteix a milers de refugiats de països europeus i llatinoamericans.
El seu treball amb nens refugiats al Centre Comunitari Catia, a Caracas, li va donar la seva nominació al Premi Nansen pels Refugiats.

## Educació
Schloeter va estudiar a la Universitat Central de Veneçuela, a Veneçuela, del 1952 a 1956. Va continuar els seus estudis a la Universitat de Wisconsin als Estats Units de 1956-1957. I després va obtenir el màster en Ciència de la Sociologia i Antropologia, a la Universitat de Madrid, Espanya, de 1957-1958.
Més tard va obtenir un mestratge de Ciència de la Salut Pública, a la Universitat Central el 1971.

## Treball
- Sotsdirector, Divisió de Relacions Externes, Alt Comissariat de Nacions Unides per als Refugiats, Centre William Rappard, Ginebra, Suïssa 1990 -
- Cap de Sub-Oficina, Alt Comissariat de Nacions Unides per als Refugiats, Karachi, Pakistan, 1988-1990.
- Assessora Especial de Dones Refugiades a Diputado Comisario Altp  UNCRH, 1988,
- Cap, Secció de Serveis Socials, Divisió d'Assistència, 1984-1987, Alt Comissariat de Nacions Unides per als Refugiats, Ginebra.
- Directora  General, veneçolana, Servei Social Internacional, 1974-1984.
- Professora, Fey de Ciències Socials i Econòmiques, Universitat Centrals de Veneçuela, 1974-1984.
- Cap de Divisió Urbana, Divisió d'Assumptes Socials, Ministeri de Salut i Assistència Social, Veneçuela, 1970-1974.
- Agent sènior, Fundasocial, Caracas, Veneçuela, 1970.